# 阿泽斯一世

阿泽斯一世（希腊语：Ἄζης ，钱币铭文写作 ； 佉卢文 : 𐨀𐨩 ,  ) 是一位印度-斯基泰统治者，大约在公元前 48/47 年至公元前 25 年统治着以旁遮普地区和印度河流域为中心的王朝。在他统治期间，斯基泰人完成了对印度次大陆西北部的征服。
目前人们普遍怀疑“阿泽斯一世”及与其同名的“阿泽斯二世”很可能是同一位国王。传统上对二人的划分主要根据为钱币学图案及风格的差异，但近年来发现的复打于“阿泽斯二世”钱币上的“阿泽斯一世”钱币似乎推翻了这一传统划分。 所谓“阿泽斯二世”统治时期的钱币等物品，很可能同样属于阿泽斯一世。 

## 名字
阿泽斯的名字出现在他所发行的货币上，包括了希腊语形式（ Ἄζης )和佉卢文形式(𐨀𐨩), 他们均源自塞語名字 ，意为“领袖”。 

## 历史

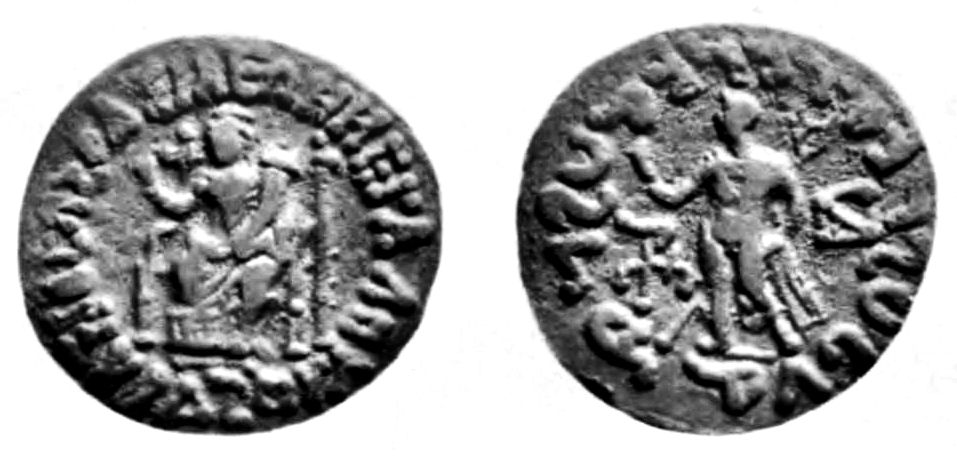
阿泽斯发行的铜币，正面为德墨忒尔坐像，背面为赫尔墨斯立像。

毛伊斯和他的继任者从公元前 85 年开始征服了犍陀罗及马图拉地区，形成了北部总督。

## 阿泽斯纪年
阿泽斯最持久的遗产是其创立的阿泽斯纪年。一般认为，这个纪年方法开始于阿泽斯的继任者对其在位时间的简单计算。不过，Harry Falk教授在几个会议上展示了一段可以追溯到 Azes 统治时期的铭文，这显示阿泽斯纪年可能由阿泽斯本人自己开创。学界通常将阿泽斯纪年的开始时间追溯到公元前 58 年，并认为它与后来被称为维克拉姆历的纪年方式相同。 
然而，最近发现的鲁库娜圣物箱铭文给出了另一种结论。圣物匣的铭文中同时使用了阿泽斯纪年和耶槃那纪年，并给出了 阿泽斯纪年 =  耶槃那纪年 + 128 的关系。一般认为印度-希腊人使用的耶槃那纪年可能以公元前 173 年为起点，恰好比迦腻色伽纪年的元年早 300 年。如是，则阿泽斯纪年的起始点将位于公元前 45 年左右。 

## 阿泽斯一世与二世？
根据Senior的说法，阿泽斯一世可能与阿泽斯二世是同一个人。传统上对二人的划分主要根据为钱币学图案及风格的差异，但近年来发现的复打于“阿泽斯二世”钱币上的“阿泽斯一世”钱币似乎推翻了这一传统划分。 